# Ferlin Husky
Pour les articles homonymes, voir Husky.
Ferlin Eugene Husky, né le 3 décembre 1925 à Cantwell (Missouri), et mort le 17 mars 2011 à Westmoreland (Tennessee), est un chanteur, compositeur et guitariste de musique country. Il a obtenu 51 succès sur le palmarès country entre 1953 et 1975. Ses enregistrements des chansons Gone et Wings of a Dove, deux de ses succès numéro 1 au palmarès country, ont figuré au classement pop à la fin des années 1950, contribuant à le faire reconnaître par un plus large public.

## Biographie
Ferlin Husky a été nommé "Furland" à sa naissance, mais le prénom de "Ferlin" inscrit par erreur sur son certificat de naissance lui est resté. Après avoir quitté l'école, il a déménagé à Saint-Louis, où il a trouvé des emplois comme camionneur et dans une usine sidérurgique. Le soir, il se produisait dans des bars honky tonk. Au cours de la Seconde Guerre mondiale, Husky s'est engagé dans la Marine marchande, se produisant pour les soldats américains sur les navires de transport de troupes. L'histoire veut qu'il ait été canonnier sur un navire de guerre lors du Débarquement de Normandie sur les plages de Cherbourg.
À la fin du conflit, Ferlin Husky est retourné à Saint-Louis se produire dans les bars honky tonk, puis il a fait route vers la Californie à la fin des années 1940, trouvant du travail dans les clubs de nuit ainsi qu'à la radio et à la télévision. Il s'est produit alors sous le nom de Terry Preston. En plus d'être chanteur, il s'est découvert un talent pour la comédie et comme imitateur, créant le personnage de Simon Crum qui est devenu son alter ego. Husky s'est même trouvé un emploi comme disque-jockey dans une station de radio.
C'est en 1953 qu'il a signé son premier contrat avec Capitol Records, reprenant son nom de naissance. Il a obtenu son premier succès numéro 1 au palmarès country en 1953 avec la chanson A Dear John Letter, interprétée avec Jean Shepard. L'enregistrement a aussi eu droit à la 4e position au classement pop du magazine Billboard. En 1957, son single Gone s'est à son tour classé au numéro 4 du Top 100; la chanson avait été enregistrée par Ferlin Huskey en 1952 sous son nom d'emprunt de Terry Preston. Wings of a Dove, une chanson d'inspiration gospel, a été son troisième et dernier succès numéro 1 au classement country, avec un 12e rang au Hot 100.
En 1960. Ferlin Husky a été l'un des premiers artistes de la musique country à être honoré par une étoile sur le Hollywood Walk of Fame. Il a été admis au Temple de la renommée du country en 2010.

## Discographie sélective

### Albums
- Songs of the Home and Heart (1956)
- Boulevard of Broken Dreams (1957)
- Born to Lose (1959)
- The Heart and Soul of Ferlin Husky (1963)
- Some of My Favorites (1963)
- By Request (1964)
- Ferlin Husky Sings the Songs of Music City, U.S.A. (1966)
- I Could Sing All Night Long (1966)
- Christmas All Year Long (1967)
- What Am I Gonna Do Now? (1967)
- Just for You (1967)
- That's Why I Love You so Much (1969)
- Your Love Is Heavenly Sunshine (1970)
- Champagne Ladies and Blue Ribbon Babies (1975)

### Singles
| Année | Titre                                                     | US Country | US Pop |
| ----- | --------------------------------------------------------- | ---------- | ------ |
| 1953  | A Dear John Letter (avec Jean Shepard)                    | 1          | 4      |
| 1953  | Forgive Me, John (avec Jean Shepard)                      | 4          | 24     |
| 1955  | I Feel Better All Over                                    | 6          |        |
| 1955  | Little Tom                                                | 7          |        |
| 1955  | I'll Baby Sit With You                                    | 14         |        |
| 1957  | Gone                                                      | 1          | 4      |
| 1957  | A Fallen Star                                             | 8          | 47     |
| 1957  | Prize Possession                                          | 12         |        |
| 1958  | Country Music Is Here to Stay (sous le nom de Simon Crum) | 2          |        |
| 1959  | My Reason for Living                                      | 14         |        |
| 1959  | Draggin' the River                                        | 11         |        |
| 1960  | Wings of a Dove                                           | 1          | 12     |
| 1962  | The Waltz You Saved for Me                                | 13         | 94     |
| 1962  | Somebody Save Me                                          | 16         |        |
| 1964  | Timber I'm Falling                                        | 13         |        |
| 1966  | I Hear Little Rock Calling                                | 17         |        |
| 1967  | Once                                                      | 4          |        |
| 1967  | You Pushed Me Too Far                                     | 14         |        |
| 1968  | Just for You                                              | 4          |        |
| 1969  | That's Why I Love You So Much                             | 16         |        |
| 1970  | Heavenly Sunshine                                         | 11         |        |
| 1971  | Sweet Misery                                              | 14         |        |
| 1973  | Rosie Cries a Lot                                         | 17         |        |